# Весна Косорић
Весна Косорић (Ваљево, 1979) српска је архитектица. Бави се архитектуром, одрживим развојем, еколошким грађењем, енергетском ефикасношћу, а најактивнија је у областима реализације одрживих пројеката, заштите животне средине, економике енергетике и енергетске безбедности.

## Биографија
Рођена је у Ваљевској Подгорини као Весна Радовановић, 1979. године. Основну школу завршила у Осечини, а гимназију у Лозници. Дипломирала је архитектуру на Архитектонском факултету у Београду, као први студент генерације ’98. На истом факултету је 2007. магистрирарала, а 2009. и докторирала са темом „Примена топлотних пријемника сунчеве енергије у циљу унапређења енергетских перформанси зграда у Београду”. Тиме је постала најмлађи доктор наука на овом угледном факултету. Током студија била је стипендиста Општине Осечина.
Сарађивала је са консултантском групом Балкан Енерџи Солушнс Тим (Balkan Energy  Solutions Team) на пољима енергетске ефикасности, екологије и примене сунчеве енергије. У периоду 2004-2005. радила је у предузећу за пројектовање и инжењеринг БАТЕС и учествовала у пројектовању и извођењу више објеката. Затим у фирми СЕЕЕА, на развоју концепата коришћења сунчеве енергије у архитектури, енергетски ефикасног и еколошког грађења. Почетком 2007. године Весна је отишла у Швајцарску. У оквиру студентског програма Европског удружења у области научног и техничког истраживања (COST) радила је у Лабораторији за сунчеву енергију и физику зграда у Лозани на истраживању интегрисања топлотних пријемника сунчеве енергије и тржишта топлотних пријемника сунчеве енергије у Швајцарској. Године 2008. била је гостујући професор у Школи за дизајн и животну средину Националног универзитета у Сингапуру, где је била ангажована на пројекту Прве зграде нулте енергије у Сингапуру. Од 2009. до 2010. била је постдокторантица на Институту за истраживање соларне енергије у Сингапуру (SERIS), сингапурског Националниог универзитета, где је радила на пројектовању интегрисања система фотонапонских система.
Учесница је Националног програма енергетске ефикасности под називом „Развој и демонстрација хибридног пасивног и активног система коришћења сунчеве енергије за грејање, природну вентилацију, хлађење, вештачко осветљење и друге потребе електричне енергије” и аутор идејних решења за реконструкцију стамбених зграда на Тргу Републике у Подгорици, у којима је акценат био на побољшању енергетске ефикасности и комфора становања, уз примену активних соларних система у њиховој материјализацији. Чланица је Инжењерске коморе Србије од 2007. године.
Живи у Швајцарској, где ради у предузећу Баулаб (BauLab GmbH), у Олтену.